# ブリューゲル (シンクタンク)
ブリューゲル（Bruegel）は欧州連合（EU）本部のあるブリュッセル（ベルギー）に本拠を置くシンクタンク。2004年8月10日に設立され、2005年より活動をしている。ブリューゲル（Bruegel）とは「ブリュッセル欧州世界経済研究所（Brussels European and Global Economic Laboratory）」の頭文字をつなげたものであるが、ルネサンス期の画家ピーテル・ブリューゲルの名前に掛けたものでもある。会長はポーランドの元財務相・前中央銀行総裁のレシェク・バルツェロヴィチ。
ブリューゲルは「自由でかつ事実をベースとしかつ政策に関連した研究、分析、討議を通じてヨーロッパの経済政策の立案の質を向上することに貢献する」ことを目的としている。
ブリューゲルはEU加盟国政府の多くから出資と国際的な協力を得て設立された。出資者を分散すること（どの出資者からもその予算の5%を超えて資金提供を受けることはない）、内部ガバナンスの透明性と質の高さ、そして内部の研究者たちの豊富な経験によって、ブリューゲルの独立性と知的誠実性が保障されている。

## ガバナンス
2008年からのブリューゲルの理事会は会長のレシェク・バルツェロヴィチを筆頭に、Lydia Aguirre、 Frank Dangeard、Anna Ekström、Caio Koch-Weser、Thomas Mirow、Jim O'Neill、Jarosław Pietras、Adam Posen、Peter Praet、Hellen Wallaceによって構成されている。2005年から2008年まで会長を務めたMario Montiは現在は名誉会長。
ブリューゲルの科学部会の委員は理事会によって任命される。現在の部会長はPaul Seabright。

## 研究者
2009年初頭の時点でのブリューゲル専属研究者には、理事のJean Pisani-Ferryのほか、André Sapir、Bruno van Pottelsberghe、Reinhilde Veugelers、Zsolt Darvas、Indhira Santos、Nicolas Véron、Jakob von Weizsäckerがいる。

## 会員
ブリューゲルには現在、国家会員、企業会員、提携研究所会員という3つの会員カテゴリーがある。
- 国家会員は、オーストリア、ベルギー、キプロス、チェコ、デンマーク、フィンランド、フランス、ドイツ、ハンガリー、アイルランド、イタリア、ルクセンブルク、オランダ、ポーランド、スロベニア、スペイン、スウェーデン、イギリス
- 企業会員は、アレバ、ドイツ銀行、ドイツテレコム、フランス電力公社、EMI、Orange、フォルティスグループ、エンジー、ゼネラル・エレクトリック、ゴールドマン・サックス、IBM、ノキア、ノバルティス、NYSEユーロネクスト、ファイザー、ルノー、サムスン電子、トムソン、ウニクレディト
- 提携研究所会員は、Le Centre d'Etudes Prospectives et d'Informations Internationales（CEPII）、The Centre for European Reform、The Center for Economic Studies（CES）、Indian Council for Research on International Economic Relations （ICRIER）、Das ＤDas Institut für Weltwirtschaft an der Universität Kiel （IfW）、大韓民国国際経済政策研究所（KIEP）、Peterson Institute for International Economics（Peterson Institute）